# Die Komödie
Die Komödie ist ein privates Boulevardtheater in der Innenstadt von Frankfurt am Main.

## Geschichte
Am 26. September 1950 eröffnete Helmut Kollek das „Theater am Roßmarkt“ mit 132 Plätzen im halb ausgebombten Haus über der Buchhandlung Amelang. Zur Eröffnung wurde Die Vergessenen von Ernst Nebhut gezeigt, das von dessen Freund Just Scheu aus der Bühnentaufe gehoben wurde. Richard Kirn bewunderte seinerzeit in seiner Rezension der Premiere den Mut, „dieses Stück voller Probleme“ an den Beginn einer neuen „Ära“ zu stellen. Doch Kolleks Spielplan befriedigte fortan nicht nur den Nachholbedarf des Publikums an weltliterarischen Stoffen, sondern auch das Verlangen des Publikums nach Heiterkeit; so etwa mit der Aufführung der Komödie Ingeborg von Curt Goetz, die allabendlich ausverkauft war. Kollek spielte Theophanes von Theo Lingen und Benedettis Zwei Dutzend Rosen mit Christl Pfeil und Lorenz Impekhoven.
Als das Haus einer Begradigung der Stadtplaner zum Opfer fiel, wechselte das Theater auf die gegenüberliegende Straßenseite. Am 18. Dezember 1953 ging im Haus am Roßmarkt 11 der Vorhang für Jacques Devals Geliebter Schatten auf. Auf der Bühne standen u. a. Petra Peters, Irene von Meyendorff und der aus England zurückgekehrte, zum ersten Mal wieder in Deutschland auftretende Karl Lieffen.

### Umzug
1963 endete der Mietvertrag im Haus am Roßmarkt 11. Kollek zog in die Neue Mainzer Straße 18, in unmittelbare Nachbarschaft der Städtischen Bühnen, und firmierte nun unter „Die Komödie“. Am 20. Dezember 1963 hob sich für Samson Raphaelsons Zauber der Jugend erstmals der Vorhang der Komödie. Kollek holte beliebte Stars in sein Haus, darunter Paul Dahlke, Gisela Uhlen, Lis Verhoeven und Erik Ode. Auch der Stern manches Frankfurter Künstlers wie Anneliese Teluren, Lotte Barthel und Wolfgang Bieger ging hier auf.
1972 trat der damals 28 Jahre alte Claus Helmer in die Komödie ein. Zunächst fungierte er neben Helmut Kollek als mitverantwortlicher, seit 1975 als allein verantwortlicher Direktor.

### Neubeginn
1998 wurde das Haus an der Neuen Mainzer Straße 18 aus baulichen Gründen abgerissen, die Komödie stellte ihren Spielbetrieb ein, um ihn nach 16-monatiger Bauzeit an derselben Stelle in einem modernen, größeren Haus wieder aufzunehmen. Auf über 1000 Quadratmetern hielt die neue Komödie Einzug und gab am 7. Oktober 1999 mit Pension Schöller ihre Eröffnungsvorstellung. Mit von der Partie waren Helmut Oeser, Manfred Boehm, Dieter Schaad und Dagmar Hessenland.

## Darsteller
Viele beliebte Stars spielten an der Komödie, unter ihnen Gustav Fröhlich, Carola Stern, Hannelore Schroth, Gunther Philipp, Hanne Wieder, Christiane Rücker, Walter Giller, Eva Pflug, Anita Kupsch, Heinz Drache, Claus Wilcke, Claus Biederstaedt und Helmut Oeser.